# Сантос, Джоселейн
Джоселейн Сантос (порт. Joselane Rodrigues dos Santos ; род. 14 июля 1984) — бразильская фристайлистка, выступающая в лыжной акробатике. Первая бразильская фристайлистка, принявшая участие в Олимпийских играх.

## Карьера
Первоначально Сантос специализировалась в гимнастике, выступала за сборную Бразилии на международном уровне. 
В 2013 году перешла во фристайл и начала выступать в дисциплине «лыжная акробатика». На международных стартах дебютировала в декабре 2013 года в финском Куусамо, где заняла 19 место, обойдя в соревнованиях Кубка Европы трёх спортсменок.
В рамках Кубка мира дебютировала 19 января 2014 года в американском Дир Вэлли. В дебютном старте заняла 30 место, обойдя спортсменок из США, Казахстана и Беларуси. До Олимпиады в Сочи бразильянка выступила на трёх стартах Кубка мира. Её лучшим результатом стало 25 место на этапе в Канаде, где она даже смогла обойти призёра чемпионата мира Ольгу Волкову.
На Олимпиаде Сантос стала первой бразильской фристайлисткой, которая участвовала в Играх. В соревнованиях по лыжной акробатике Сантос падала в обоих квалификационных попытках (несмотря на невысокую сложность программы) и заняла последнее, 22-е место.